# Zamek niderlandzki

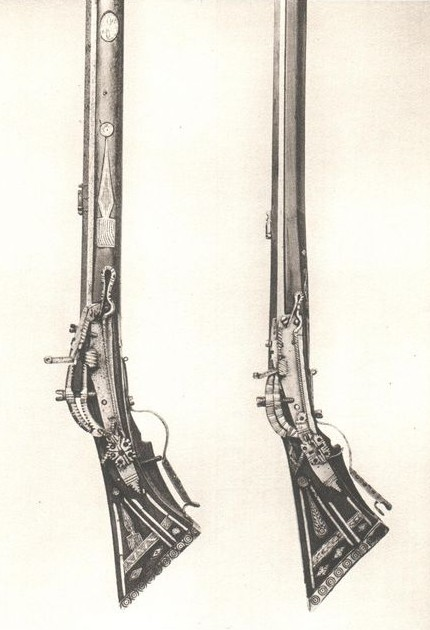
Szwedzkie muszkiety, wyposażone w zamki typu niderlandzkiego

Zamek skałkowy typu niderlandzkiego zwany także snaphans lub snaphance (od nider. Snap haan lub niem. Schnapphahn - "dziobiący kogut") – wczesny rodzaj zamka skałkowego. Różnił się od późniejszych zamków francuskich (zwanych właściwymi zamkami skałkowymi) tym, iż pokrywa panewki była oddzielnym elementem, nie połączonym z krzesiwem, a otwierała się automatycznie przy naciągnięciu kurka. Początkowo, kurek nie był wyposażony w możliwość odciągnięcia do pozycji bezpiecznej, a jedynie do pozycji pełnej, co prowadziło często do przedwczesnych wystrzałów oraz wypadków. 
Konstrukcja snaphans była wdrażana od połowy XVI wieku do lat 80. wieku XVII, poza północnymi Włochami, gdzie używano go jeszcze w połowie XVIII w., oraz Francją, gdzie został zastąpiony około roku 1620. W Anglii, w tym samym czasie, powstał hybrydowy zamek angielski zwany doglock, wyposażony w dodatkowy zatrzask (ang. dog), umożliwiający ustawienie kurka w pozycji bezpiecznej.

Zamek niderlandzki w działaniu